# Alfa globulin
Alfa globulini su grupa globularnih proteina u plazmi koji su visoko mobilni u alkalinim ili električno naelektrisanim rastvorima. Oni inhibiraju pojedine krvne proteaze.

## Primeri

### Alfa 1 globulini.[2]
- α1-antitripsin
- Alfa 1-antihimotripsin
- Orosomukoid (kiseli glikoprotein)
- Serumski amiloid A
- Alfa 1-lipoprotein

### Alfa 2 globulini
- Haptoglobin
- Alfa-2u globulin
- α2-makroglobulin
- Ceruloplasmin
- Tiroksin-vezujući globulin
- Alfa 2-antiplazmin
- Protein C
- Alfa 2-lipoprotein
- Angiotenzinogen